# Lasioglossum gorge
Lasioglossum gorge är en biart som beskrevs av Ebmer 1982. Lasioglossum gorge ingår i släktet smalbin, och familjen vägbin. Inga underarter finns listade i Catalogue of Life.